# Ashmolean Museum

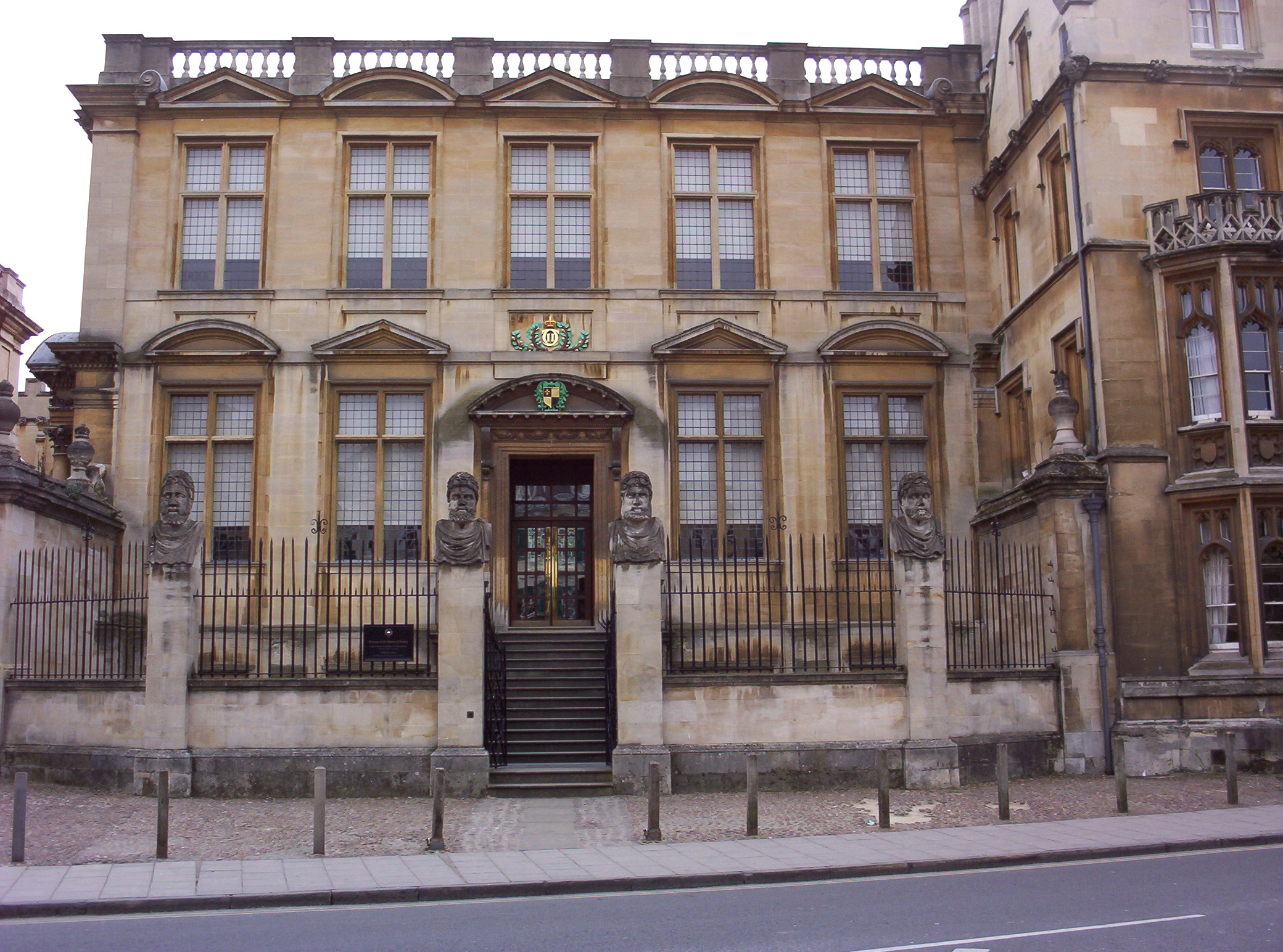
"Old Ashmolean" vid Broad Street.

Ashmolean Museum, fullständigt namn idag Ashmolean Museum of Art and Archaeology, är ett museum vid Beaumont Street i Oxford. Det har anor från 1683 och är därmed världens äldsta universitetsmuseum.

## Historia
Den första byggnaden, idag kallad "Old Ashmolean" uppfördes vid Broad Street 1678–1683 för att hysa Elias Ashmoles kuriosakabinett som han skänkte till University of Oxford 1677. Ashmole hade förvärvat samlingen från trädgårdsmästarna John Tradescant den äldre och hans son, John Tradescant den yngre. Den gamla byggnaden är idag Museum of the History of Science som bland annat har världens största samling av astrolabier (170 stycken).
Den nuvarande byggnaden vid Beaumont Street ritades av Charles Robert Cockerell i klassisk stil och uppfördes 1841–1845. Det "nya" Ashmolean inriktades alltmer på arkeologi efter att de naturvetenskapliga samlingarna överförts till Oxford University Museum, som stod klart 1860, och Tradescants samlingar flyttats till Pitt Rivers Museum på 1880-talet. År 1908 slogs resterna av Ashmoleans samlingar, det vill säga det arkeologiska materialet, ihop med University Galleries till Ashmolean Museum of Art and Archaeology'.

## Samlingar
Museet har stora samlingar av arkeologiska föremål och konst, bland vilka märks en av de främsta samlingarna av prerafaeliternas verk, majolikaporslin och engelskt silver. Den arkeologiska avdelningen innefattar materialet från Arthur Evans utgrävningar och har sålunda viktiga samlingar av grekisk och minoisk keramik. Avdelningen, som också inrymmer Griffith Institute for the Advancement of Egyptology, har också stora samlingar från det forntida Egypten och Sudan. 

### Runstenar
På museet finns även de svenska runstenarna U 1160 samt U 104. Runsten U 104 satt inmurad i Eds kyrkas kyrkogårdsmur, Eds socken, Upplands Väsby kommun, Uppland. Runsten U 1160 stod ursprungligen i Ändersta, Simtuna socken, Enköpings kommun, i Uppland. De båda runstenarna skänktes till den engelske kungen  av kung Karl XI under senare delen av 1600-talet, och de skeppades till Oxford år 1687. De hamnade på universitetet i Oxford och senare i Ashmolean museum.

## Urval av utställda verk

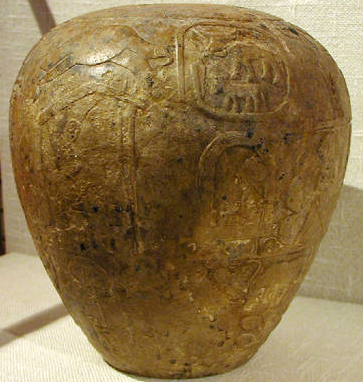
Narmers klubbhuvud, cirka 3000 f.Kr.
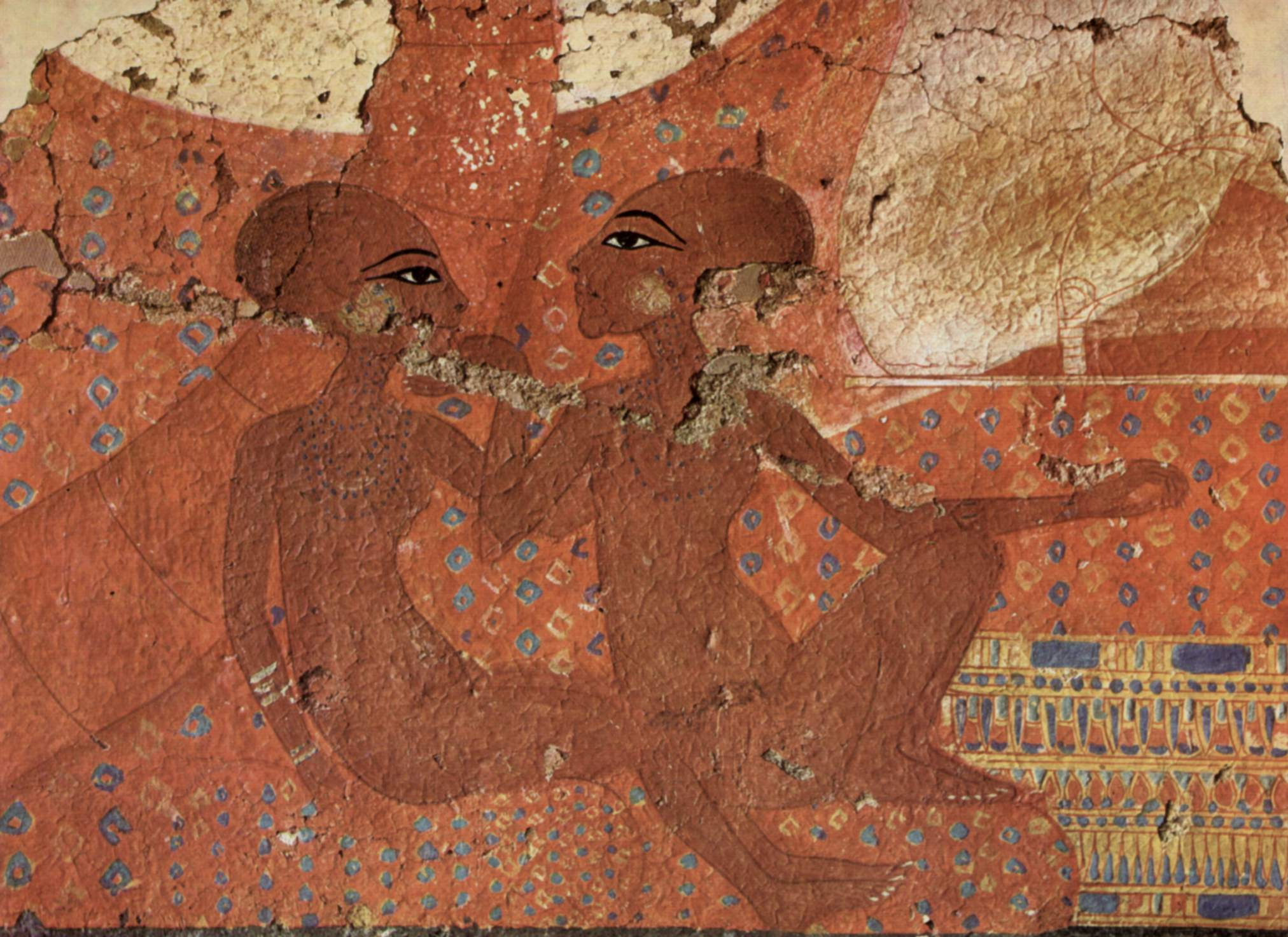
Två döttrar till Amenophis IV: Neferneferure (till vänster) och Neferneferuaten. Cirka 1360 f.Kr.
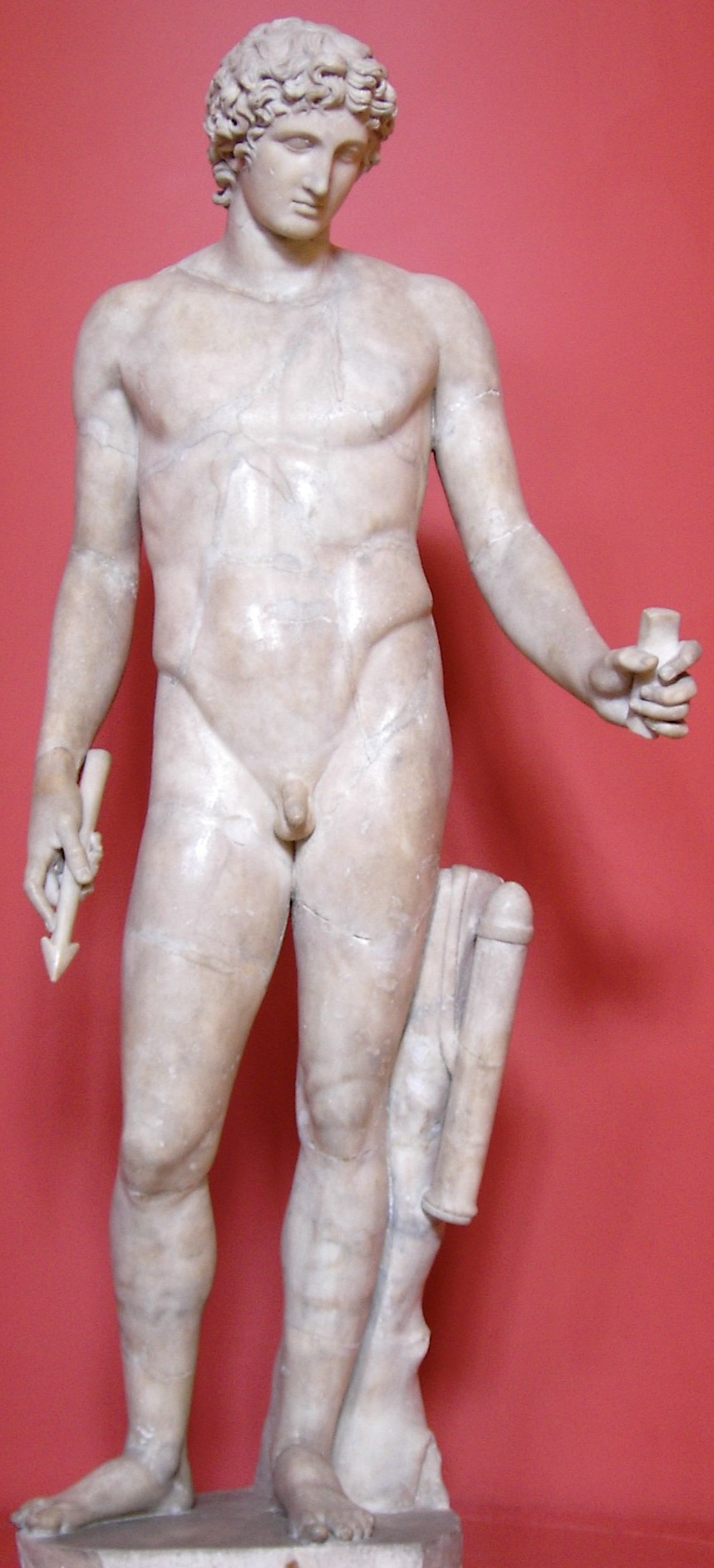
Grekland, andra århundradet e.Kr.: Romersk staty av Apollon.
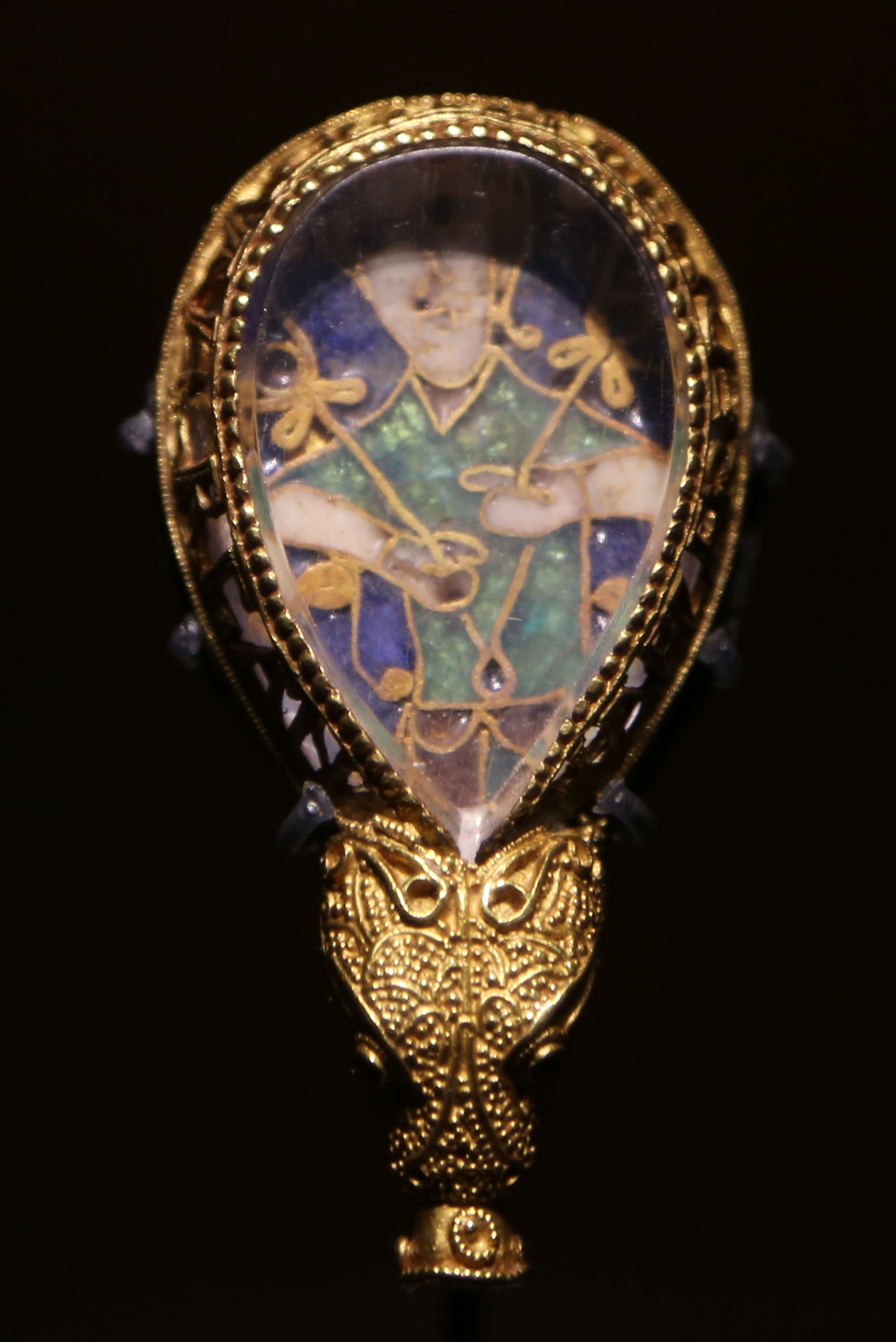
Alfredssmycket från 800-talet.
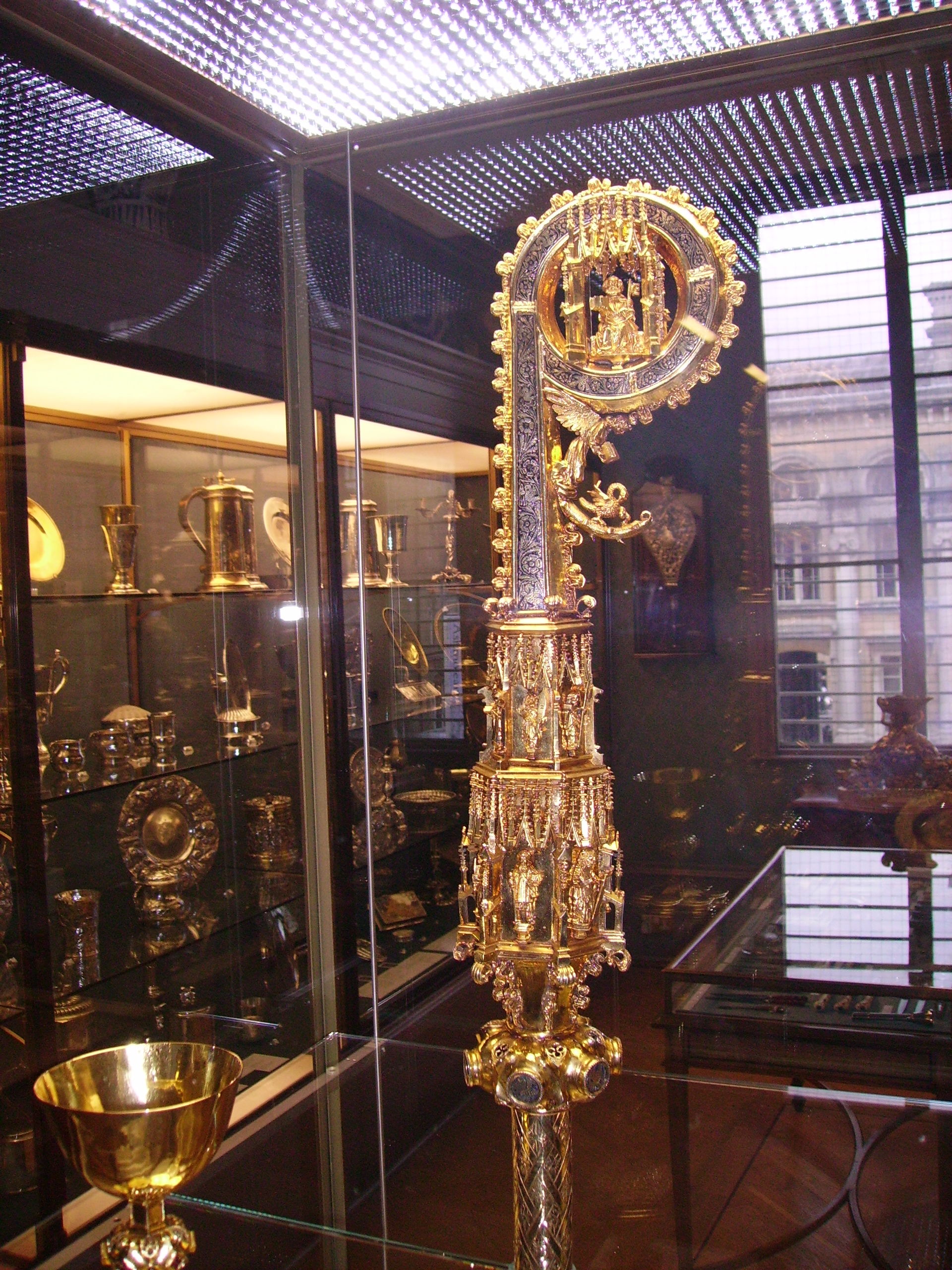
England, cirka 1500: Kräkla som tillhört biskopen Richard Fox.
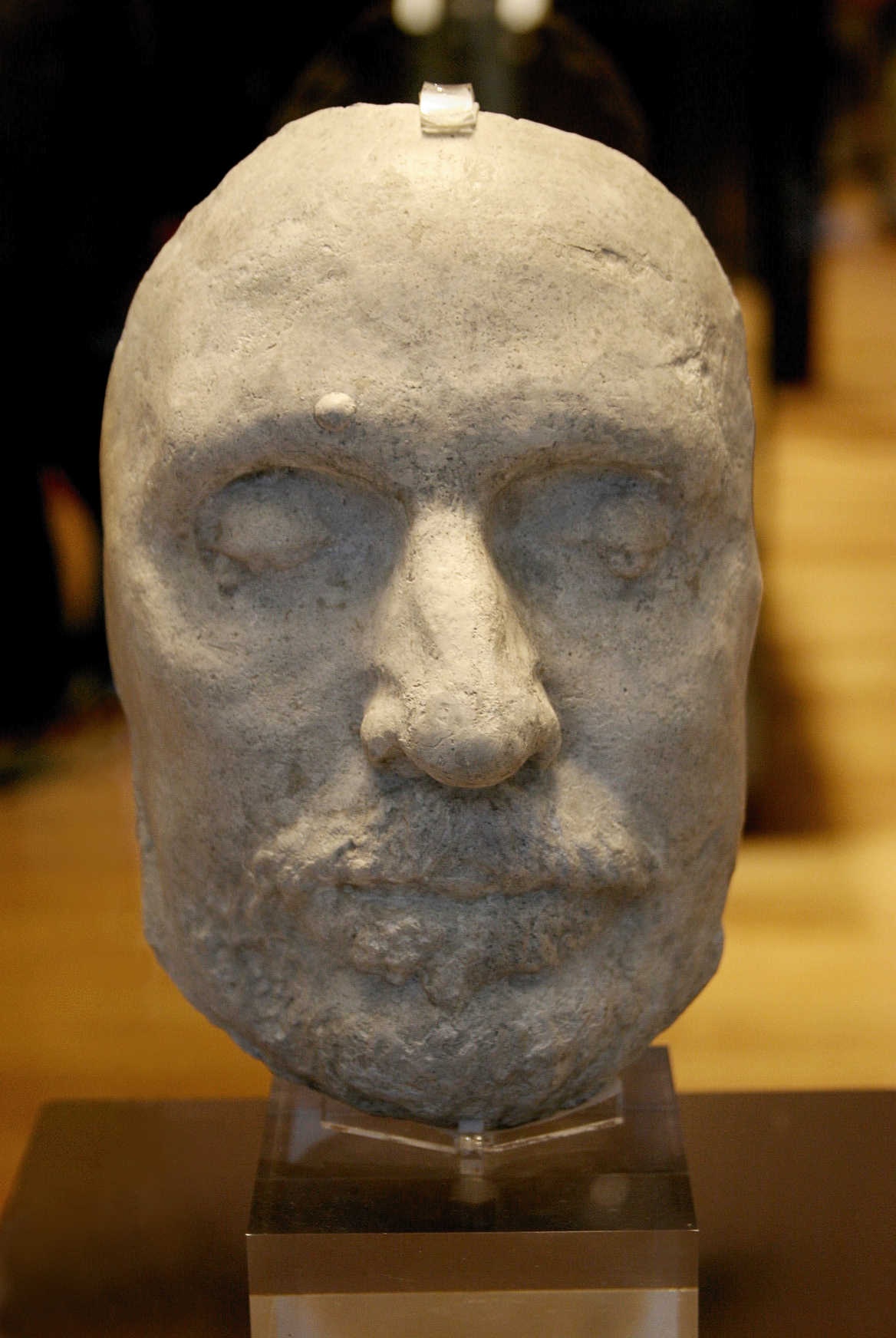
Oliver Cromwells dödsmask 1658.
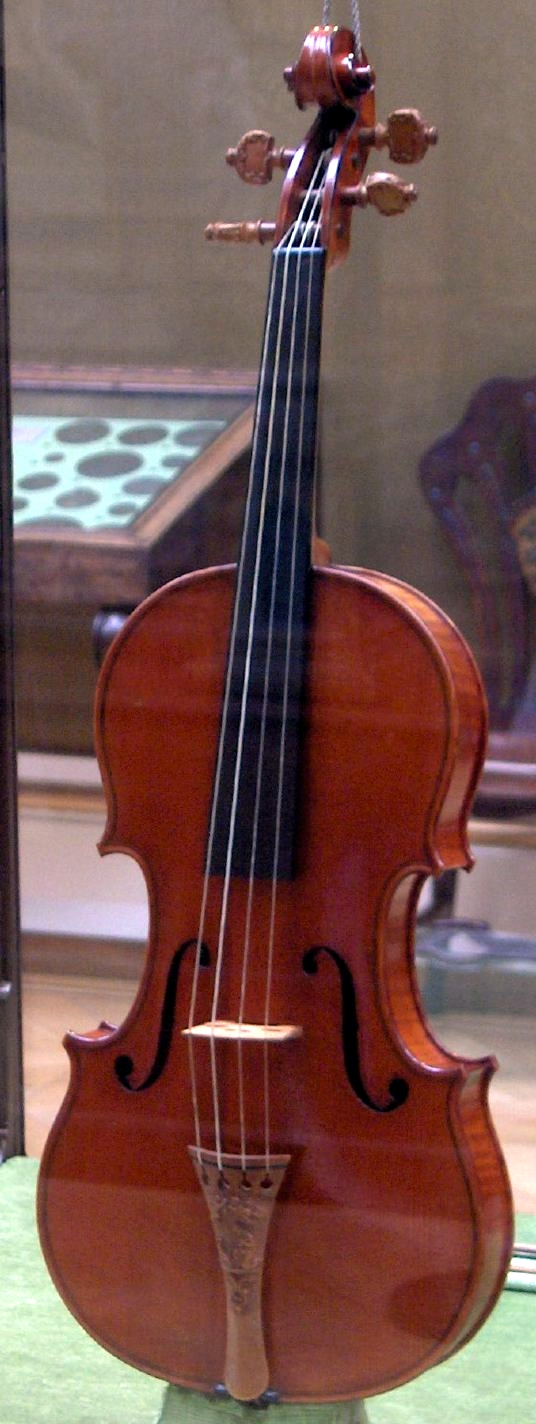
Messiah, Stradivarius 1716.
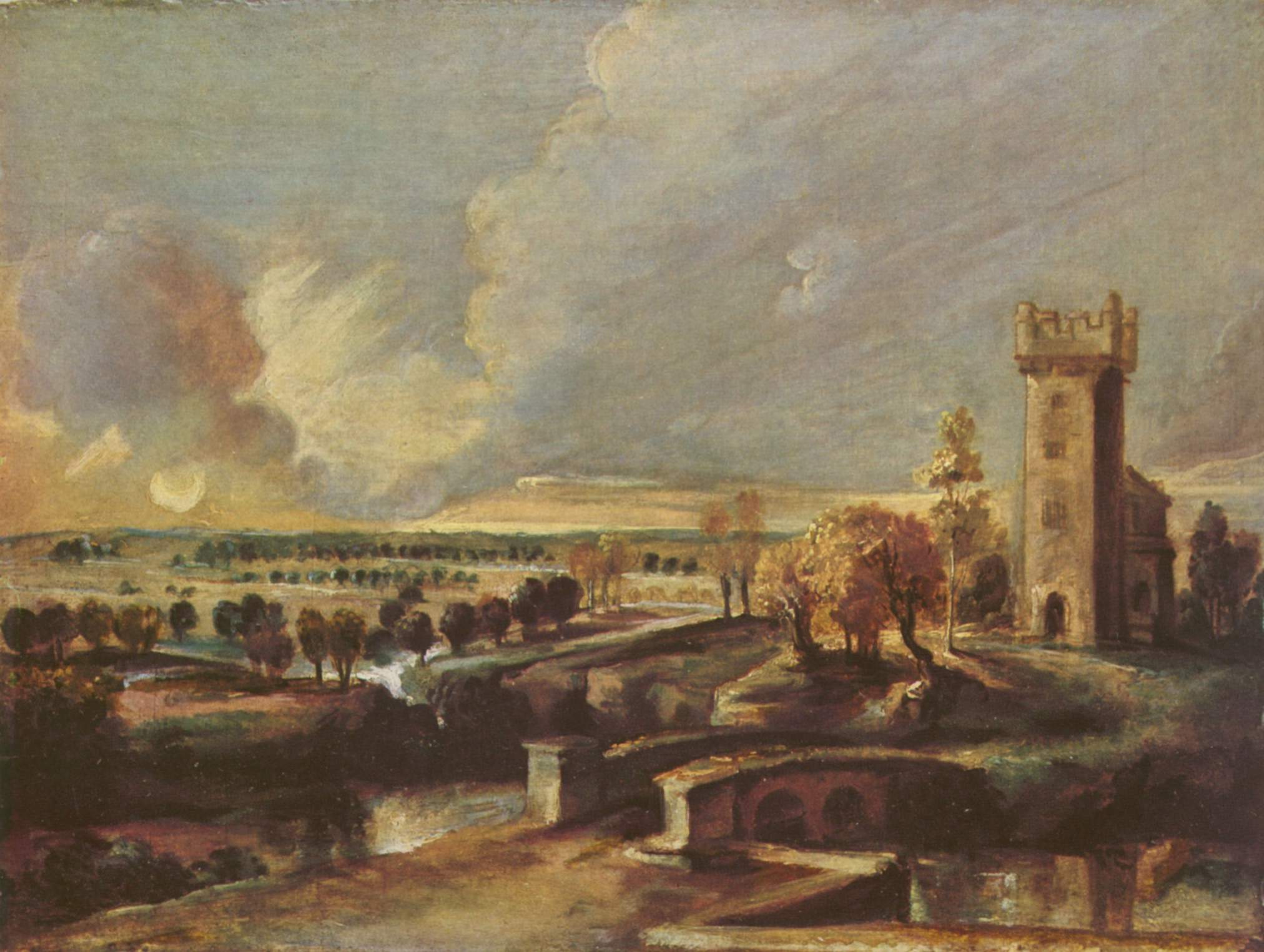
Peter Paul Rubens: Landskap med slottet Steens torn.
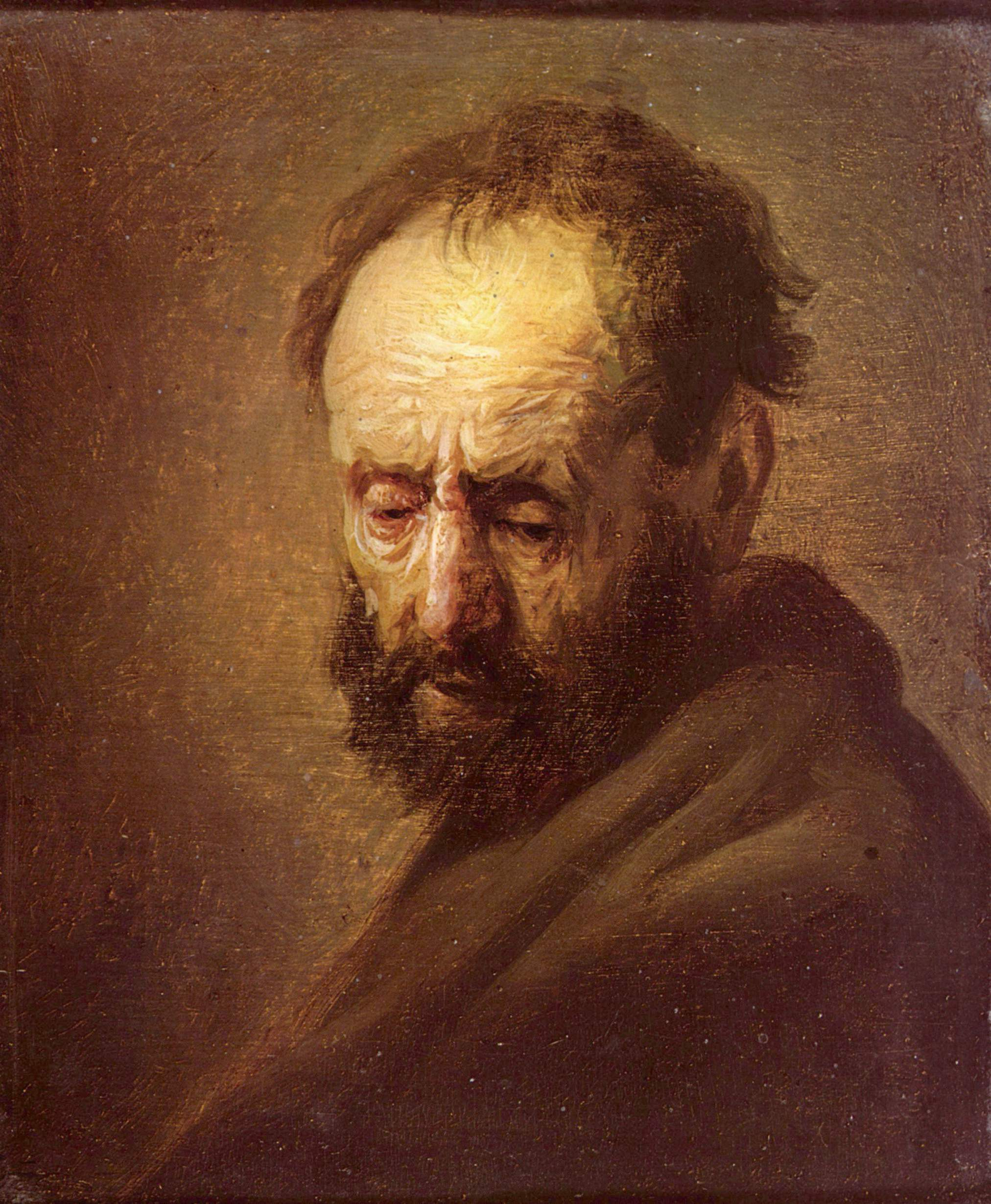
Rembrandt: En skäggig mans huvud.
Dante Gabriel Rossetti: Dagdrömmen.
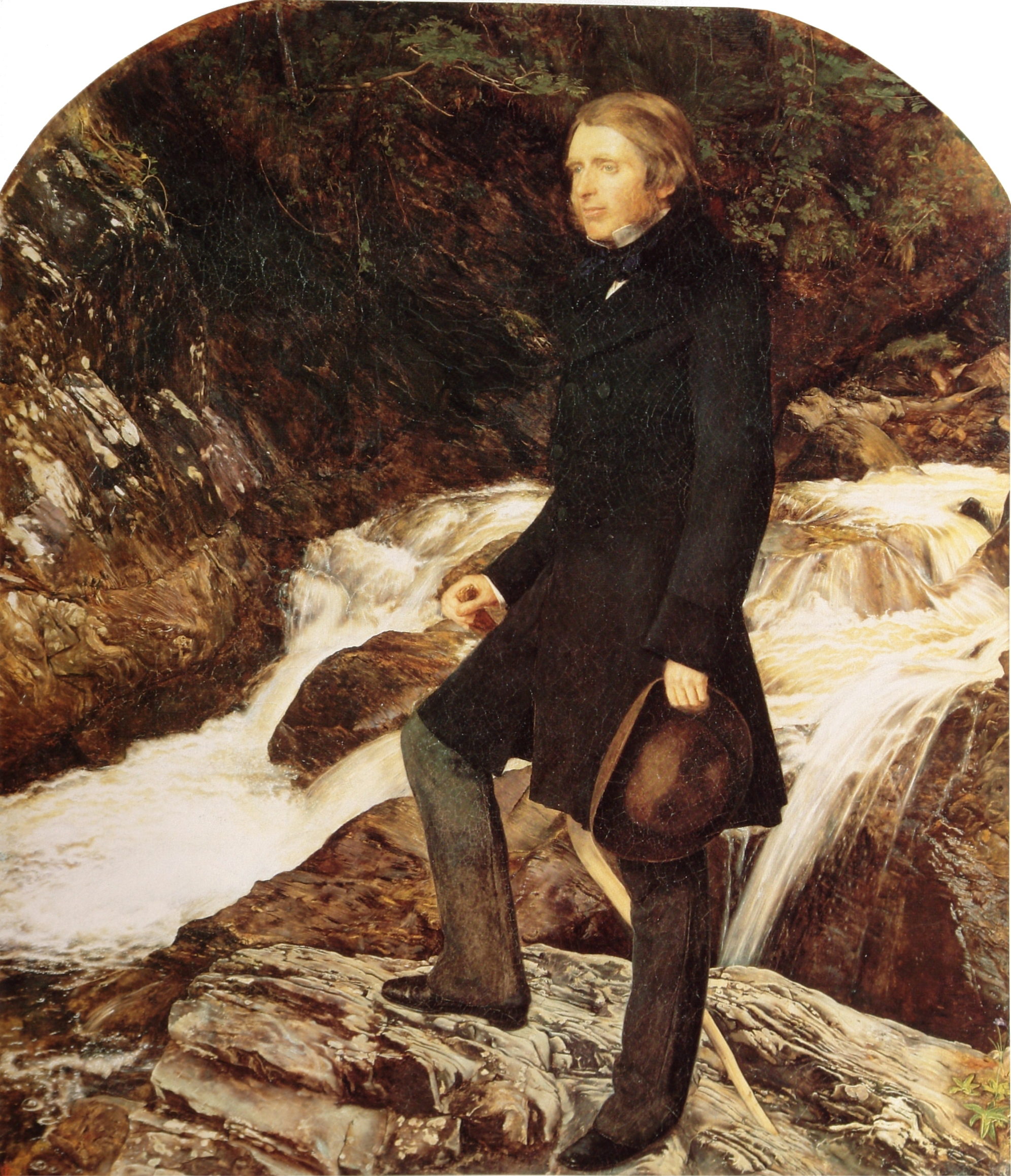
John Everett Millais Porträtt av John Ruskin.
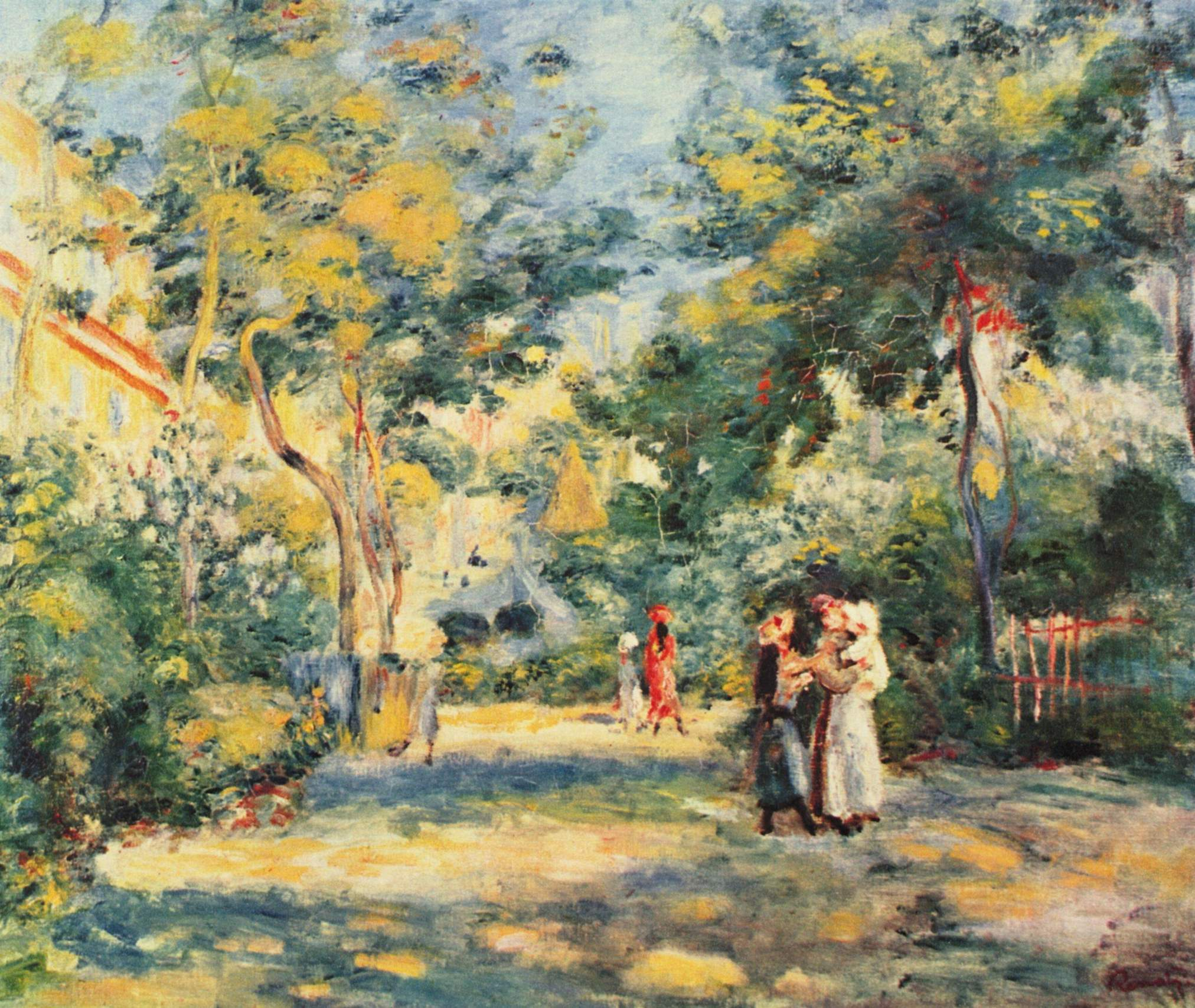
Pierre-Auguste Renoir: En trädgård i Montmartre.